# Kasteel De Cannenburgh

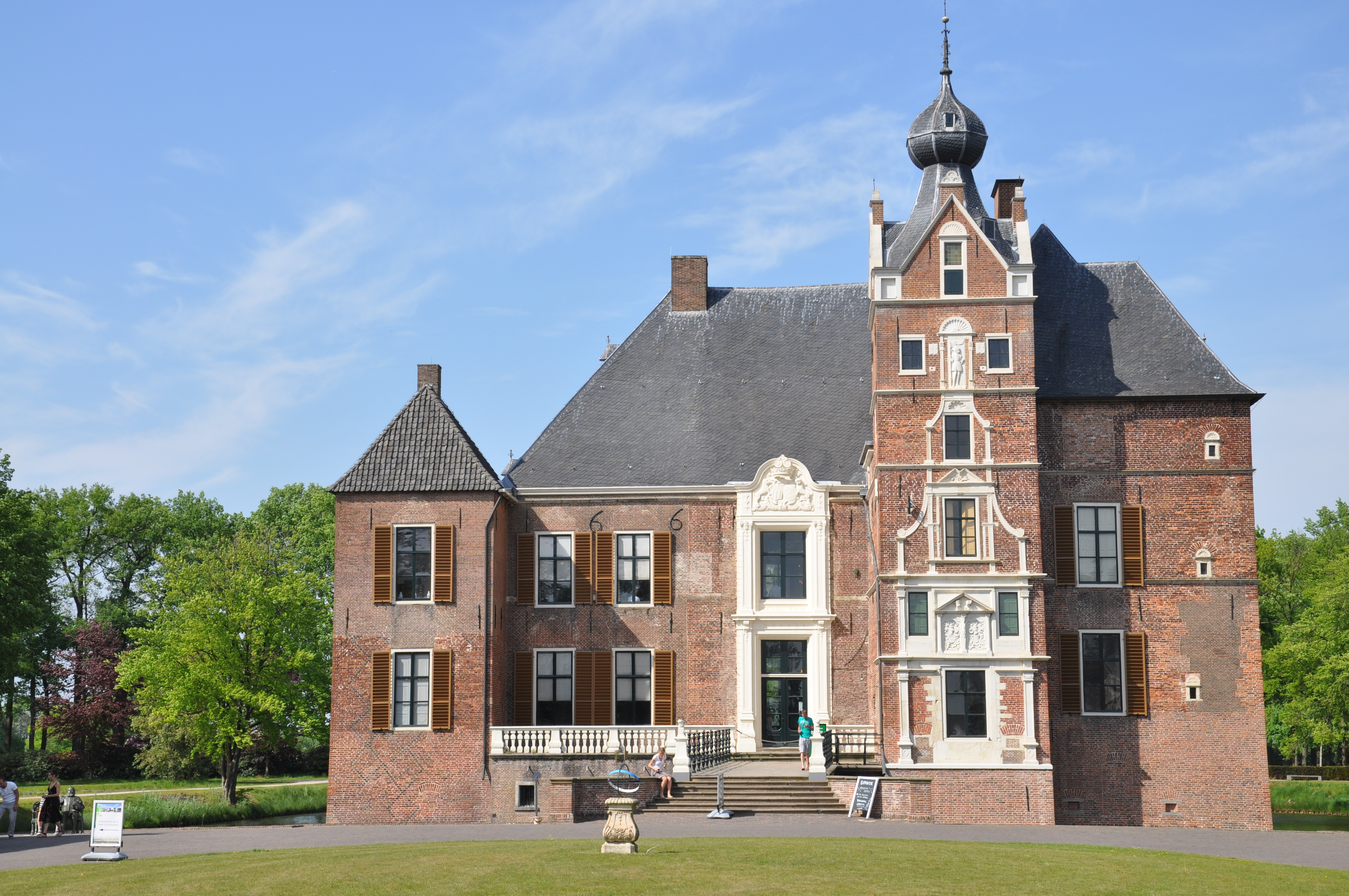
Vorderansicht von Süden

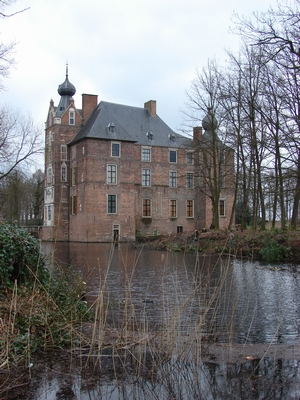
Seitenansicht von Osten

Das Kasteel De Cannenburgh, zuweilen auch Kasteel Cannenburch, auf Deutsch Schloss Cannenburch oder Burg Cannenburch genannt, ist ein Wasserschloss aus dem 16. Jahrhundert in Vaassen in der Gemeinde Epe. Es befindet sich im Norden der niederländischen Provinz Gelderland. Die nächstgelegene größere Stadt ist das zehn Kilometer südlich gelegene Apeldoorn. Zwolle liegt 25 Kilometer entfernt im Norden. Der Name Cannenburgh geht auf das mittelniederländische Wort canna zurück, das Ried bzw. Röhricht bedeutet, was einen Hinweis auf eine feuchte, Röhricht bewachsene Stelle mit einer in der Mitte gelegenen Burg gibt.
Das Schloss ist als Baudenkmal geschützt. Es besitzt den Status als Rijksmonument der Niederlande (Nr. 520122).

## Geschichte
Der gelderländische Heerführer Maarten van Rossum ließ das Wasserschloss 1543 erbauen. Nach seinem Tod ging es in den Besitz seines Neffen Hendrik van Isendoorn über, der auch die endgültige Fertigstellung leitete. Das Schloss blieb für über 300 Jahre im Besitz der Familie D'Isendoorn à Blois. Nachdem die Witwe des letzten van Isendoorn 1881 kinderlos verstorben war, drohte die Schließung des Schlosses. 1882 wurde es jedoch von Eduard Baron van Lynden durch Kauf erworben. 1905 kam es in den Besitz von Frau Frida Cleve-Mollard aus Berlin, deren Ehemann Richard Cleve der letzte private Bewohner des Schlosses war. Nach dem Zweiten Weltkrieg wurde das Schloss vom niederländischen Staat konfisziert und 1951 zum symbolischen Preis von einem Gulden an die „Stiftung der Freunde gelderländischer Schlösser“ (Stichting Vrienden der Geldersche Kasteelen) übertragen. Im Rahmen einer Restaurierung des Schlosses in den Jahren 1975 bis 1981 wurde die alte Möblierung ergänzt, seither ist es wieder für Besucher zugänglich.

## Gebäudestruktur
Das Wasserschloss wurde auf den Ruinen einer alten Burg gebaut, deren früheste Erwähnung aus dem Jahr 1365 stammt.  Spuren dieses ehemaligen Wehrbaus sind noch im Keller des heutigen Schlosses sichtbar. Im 16. Jahrhundert erfolgte ein Neubau, dessen Form sich bis heute im Wesentlichen erhalten hat. Der Gebäudekomplex, der viele Elemente der Architektur der Renaissance enthält, ist vollständig von Wasser umgeben. Der Grundriss ist rechteckig. An allen vier Ecken befinden sich nahezu quadratische, überdachte Wehrtürme, deren nordöstlicher mit einer Zwiebelhaube versehen ist. An der nach Süden gerichteten Vorderfront wurde ein weiterer, höherer Zwiebelturm, der von der Fassade deutlich hervorragt, errichtet. Direkt über dem Eingang sind die Wappen von Hendrik van Isendoorn und seiner Ehefrau Sophia Stommel in einer Sandsteinskulptur eingelassen. Darüber befindet sich eine weitere Sandsteinskulptur, die Maarten van Rossum zeigt. Zum Eingang führte früher zentral eine Zugbrücke über den Burggraben. Diese wurde später durch eine permanente, aus Steinen gemauerte Bogenbrücke ersetzt, die nun an der linken Seite des ehemaligen Haupteingangs vorbeiführt. Am Anfang der Brücke befindet sich zu beiden Seiten je ein steinerner Löwenkopf auf einem Sockel. Dahinter schließt sich ein eisernes Brückengeländer an.

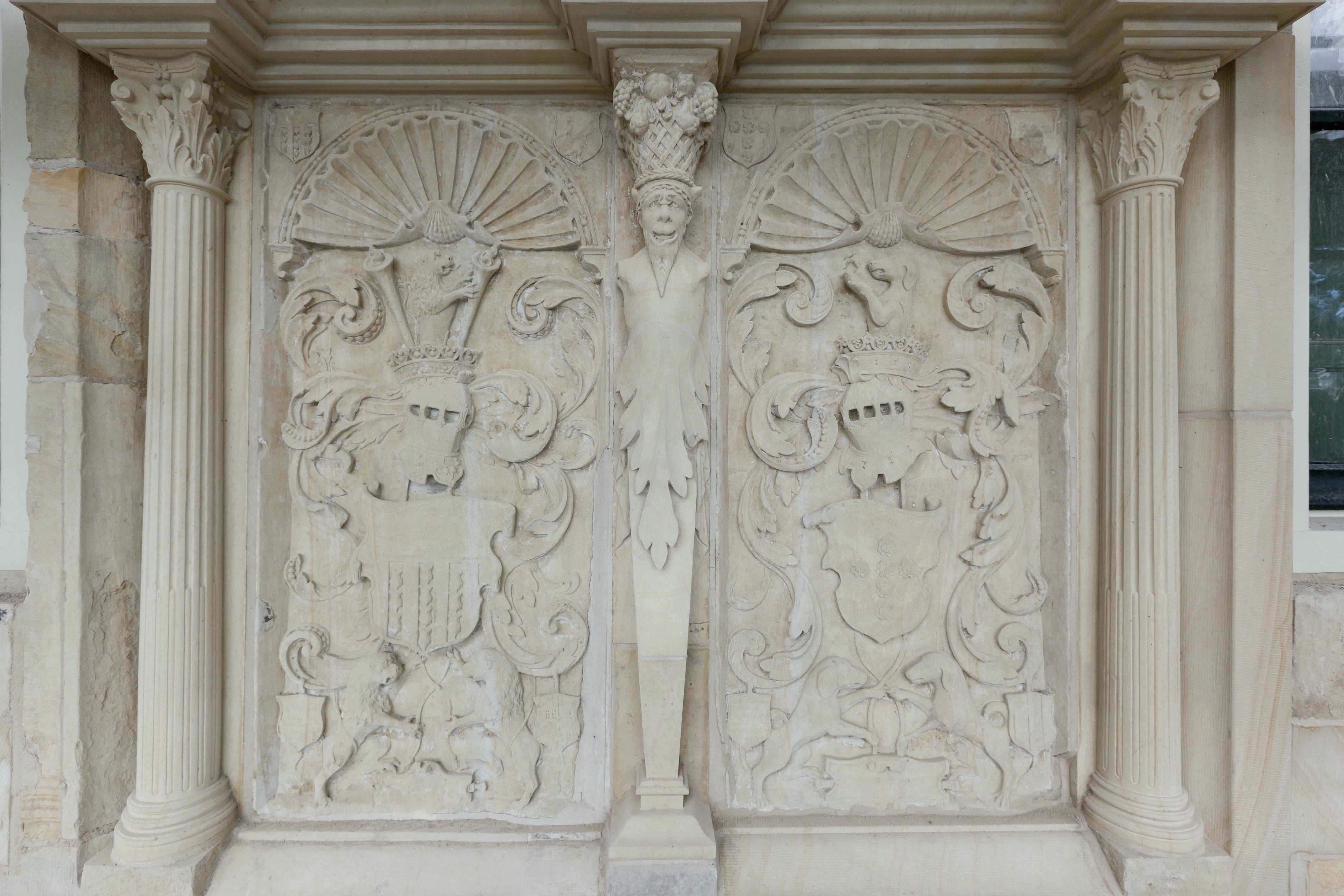
In die Fassade eingelassene Wappen der Familien Isendoorn (links) und Stommel (rechts)
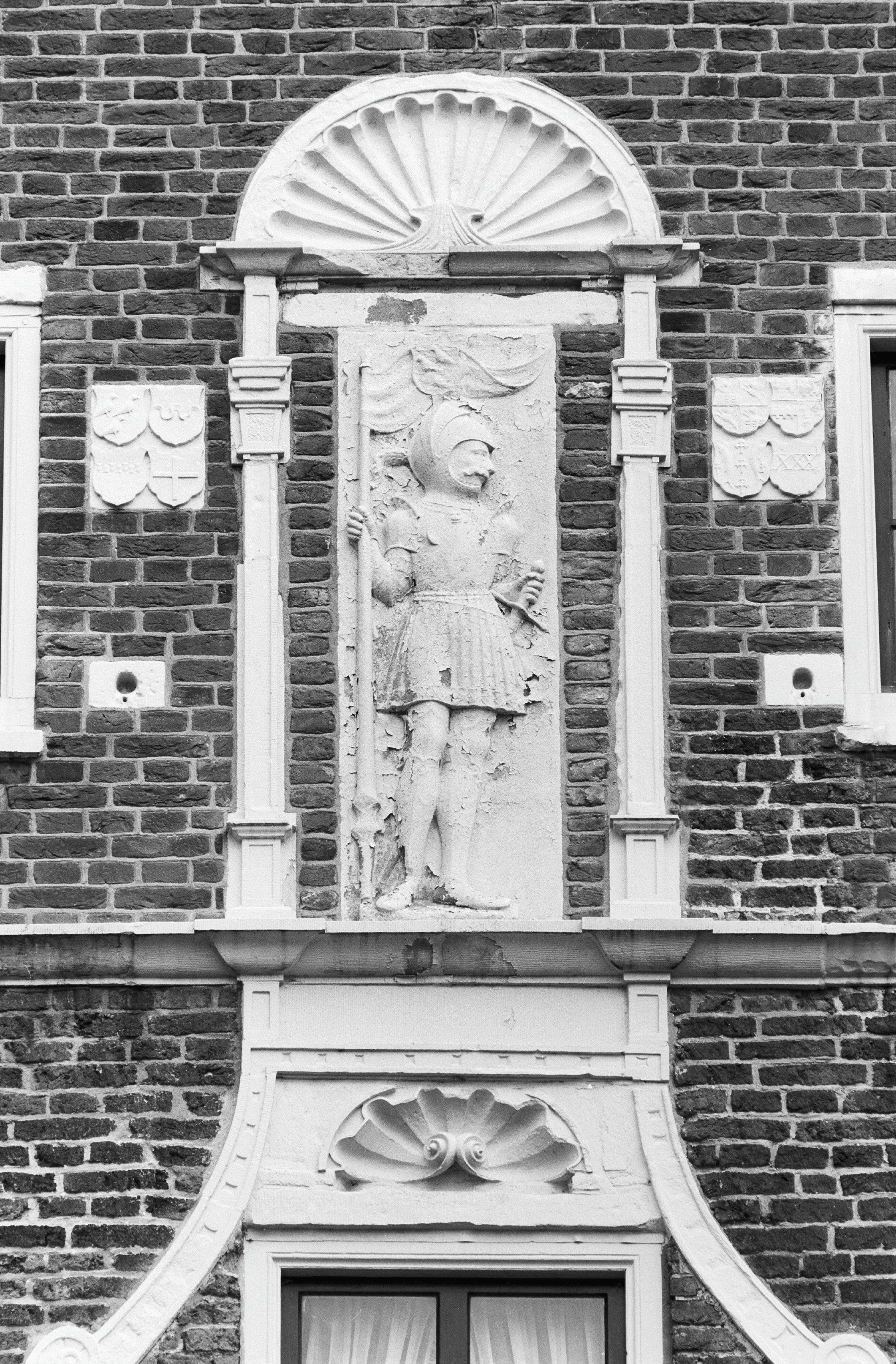
Sandsteinskulptur Maarten van Rossum
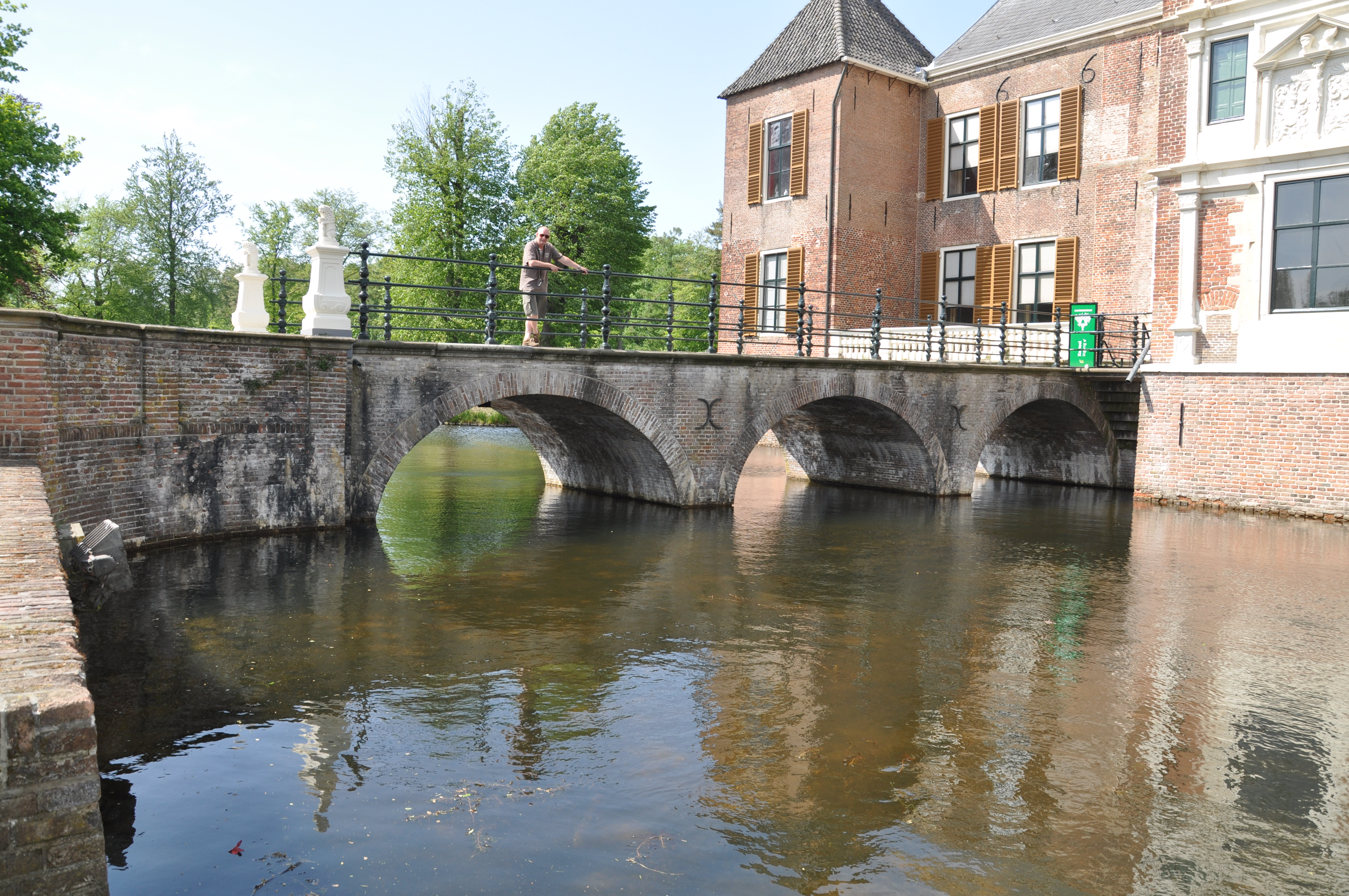
Blick auf Wassergraben und Bogenbrücke

## Inneneinrichtung
Hinter dem Eingang im Erdgeschoss befindet sich eine langgestreckte, schmale Terrasse, an die sich eine dahinter liegende große Halle anschließt. Auf der rechten Seite befinden sich repräsentative Räume, ein Jagdzimmer (wegen der hellen Wände auch die weiße Kammer genannt) mit anschließendem Salon, in dem sich auch Bilder der Vorbesitzer befinden, sowie die mit vielen Ölgemälden versehene Huysumkammer, die nach dem Maler des 17. Jahrhunderts Justus van Huysum benannt wurde. Auf der linken Seite der großen Halle schließen sich ein Schlafzimmer sowie ein Speisezimmer an, das über eine steile Wendeltreppe mit der direkt darunter liegenden Küche verbunden ist. Das blaue Porzellan-Service im Speisezimmer stammt noch von der Familie van Isendoorn. Einige Räume sind mit Kaminen ausgestattet, deren Umrahmung aus Delfter Fliesen bestehen. Im nordöstlich gelegenen Wehrturm befindet sich ein Boudoir.

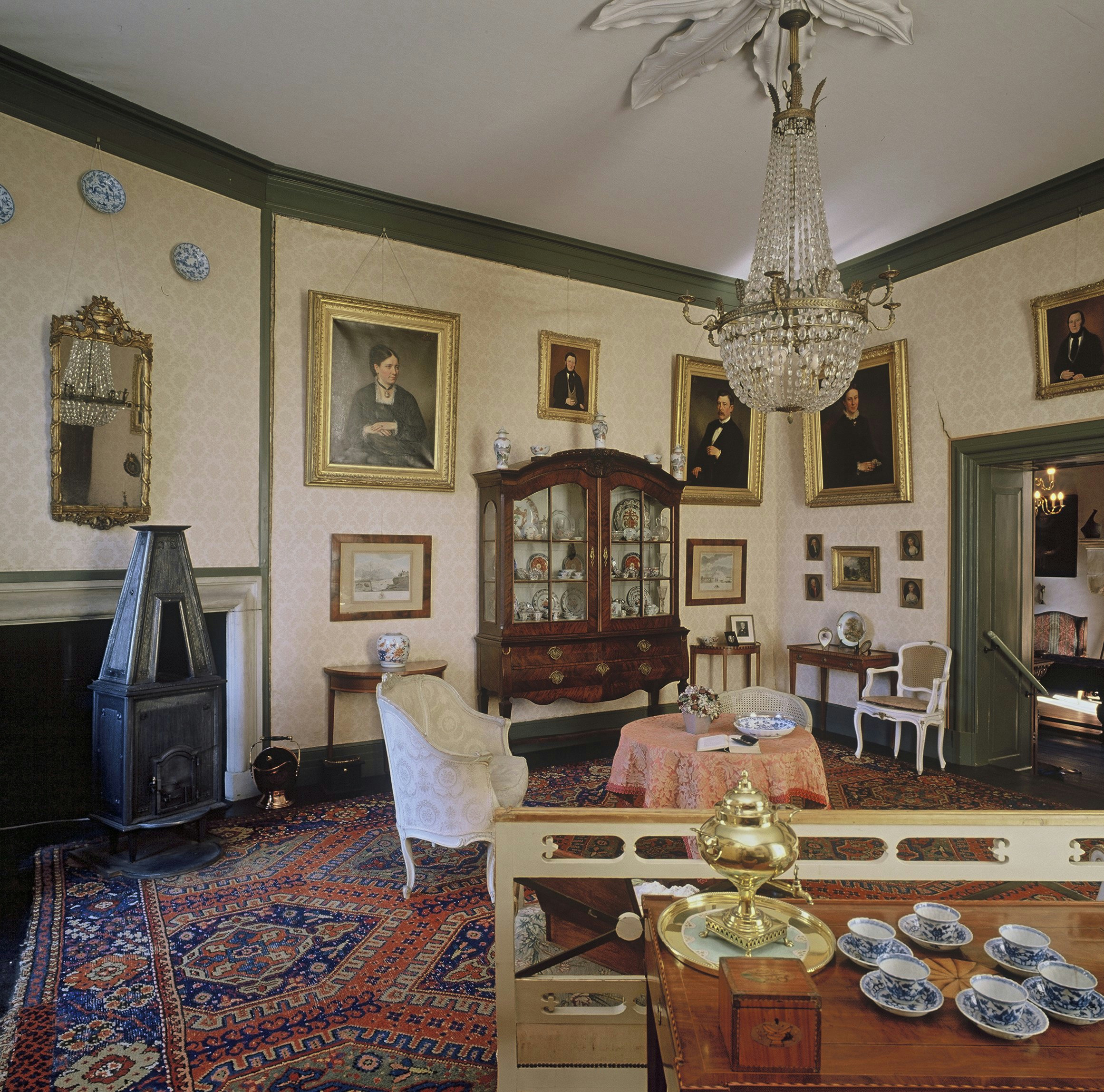
Salon im Erdgeschoss
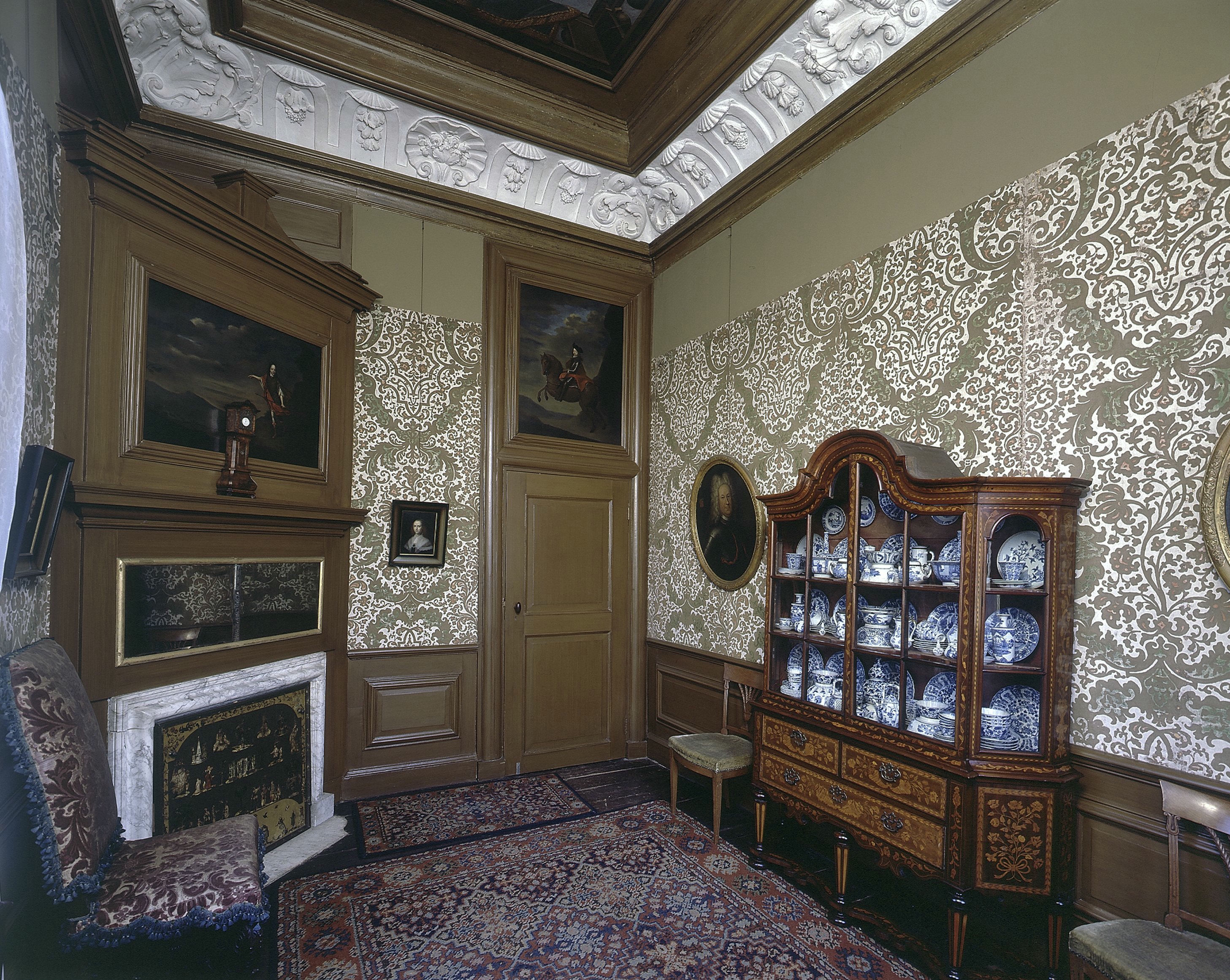
Boudoir

Über eine steinerne Wendeltreppe gelangt man in die erste Etage. Die dortige große Halle ist mit Ölgemälden bedeutender Familien aus dem Gelderland bestückt. An der östlichen Seitenwand ist ein Stammbaum mit den Vorfahren von Elbert van Isendoorn à Blois und seiner ersten Frau Maria Hadewig van Essen angebracht. Die Decke ist vertäfelt und mit Holzbohlen verkleidet. Von der Halle gelangt man in einen als Bibliothek oder Arbeitszimmer eingerichteten Raum, der wegen seiner roten Tapete auch als Rode Kamer (Rotes Zimmer) bezeichnet wird. In der ersten Etage befindet sich auch eine kleine Kapelle. Das dort in die Westwand eingelassene Sandsteinepitaph stammt ursprünglich aus einer römisch-katholischen Kirche des 16. Jahrhunderts im Herzogtum Oldenburg, wurde von Richard Cleve angekauft und nach 1900 in die Westwand der Kapelle eingefügt.

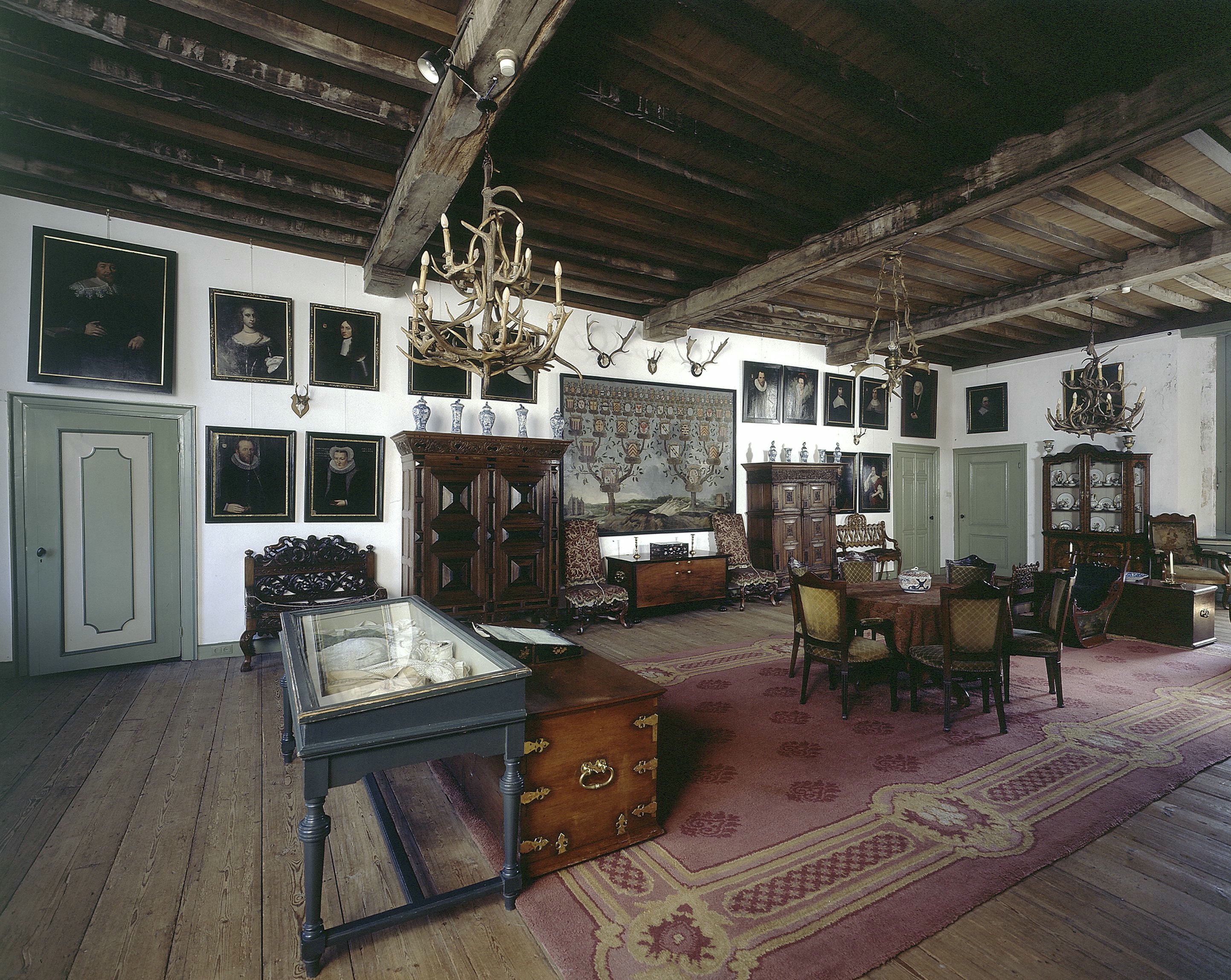
Halle in der ersten Etage
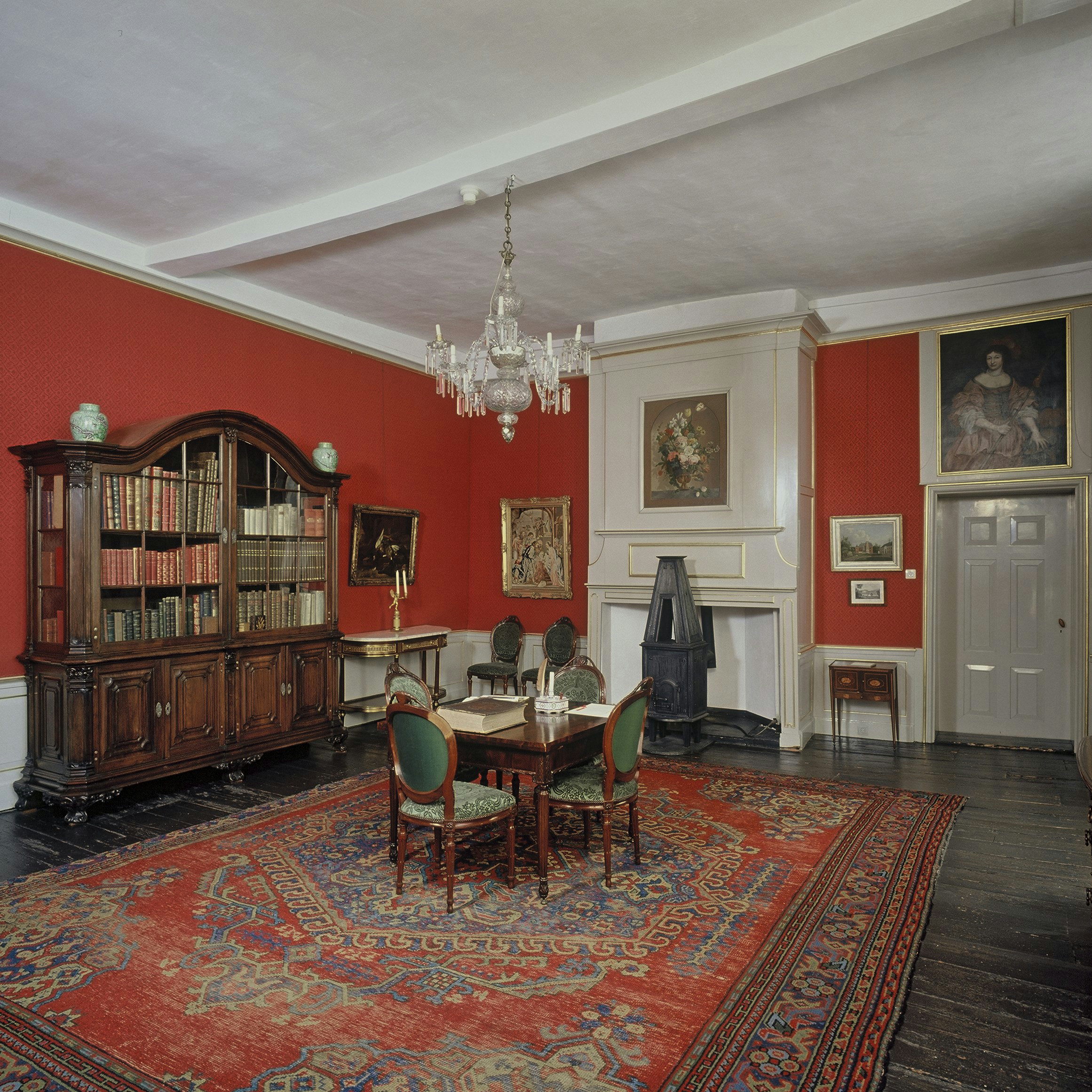
Rotes Zimmer

## Nebengebäude
Auf der Westseite vor dem Schloss befindet sich ein lang gestrecktes Gebäude, das zeitweise als Wohnhaus für Angestellte und deren Familien genutzt wurde. Inzwischen wurde es zu einem Kulturzentrum über die Geschichte der Cannenburgh und des Gelderlandes umgestaltet. Das ehemalige Kutschenhaus auf der gegenüberliegenden Ostseite wird heute als Restaurant unter seinem ursprünglichen Namen ’t Koetshuis betrieben. Zwischen den Jahren 1660 und 1700 wurden neue Wasserquellen erschlossen, die über Wehre zu einer bereits vorhandenen Wassermühle geleitet wurden. Diese befindet sich nordöstlich des Schlosses. Inzwischen wird die Mühle, in der Gewürze, Gemüse oder Buchweizen gemahlen wird, jedoch mit einer Turbine betrieben. Die Mühle ist für Besucher nicht zugänglich.

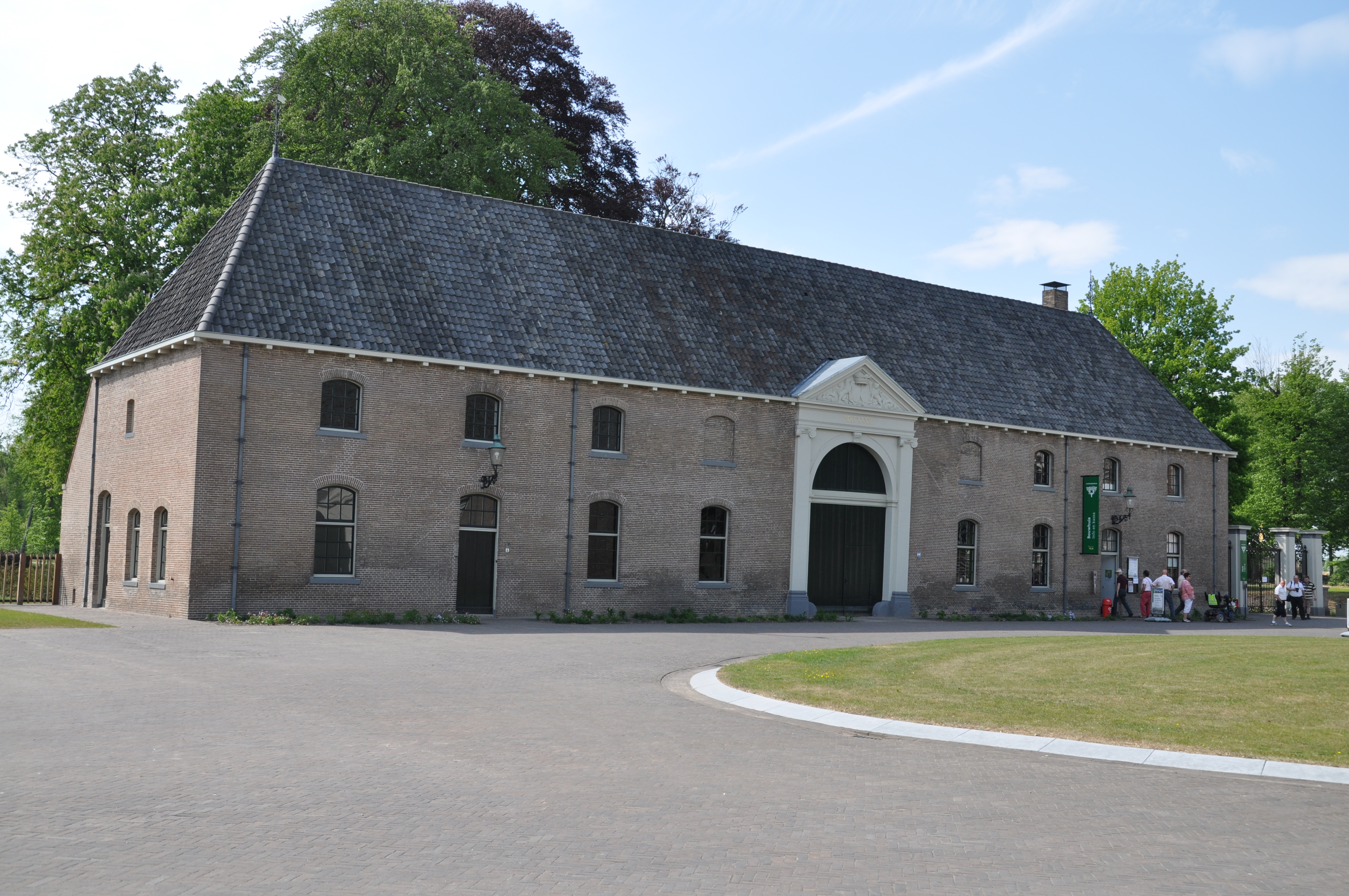
Kulturzentrum
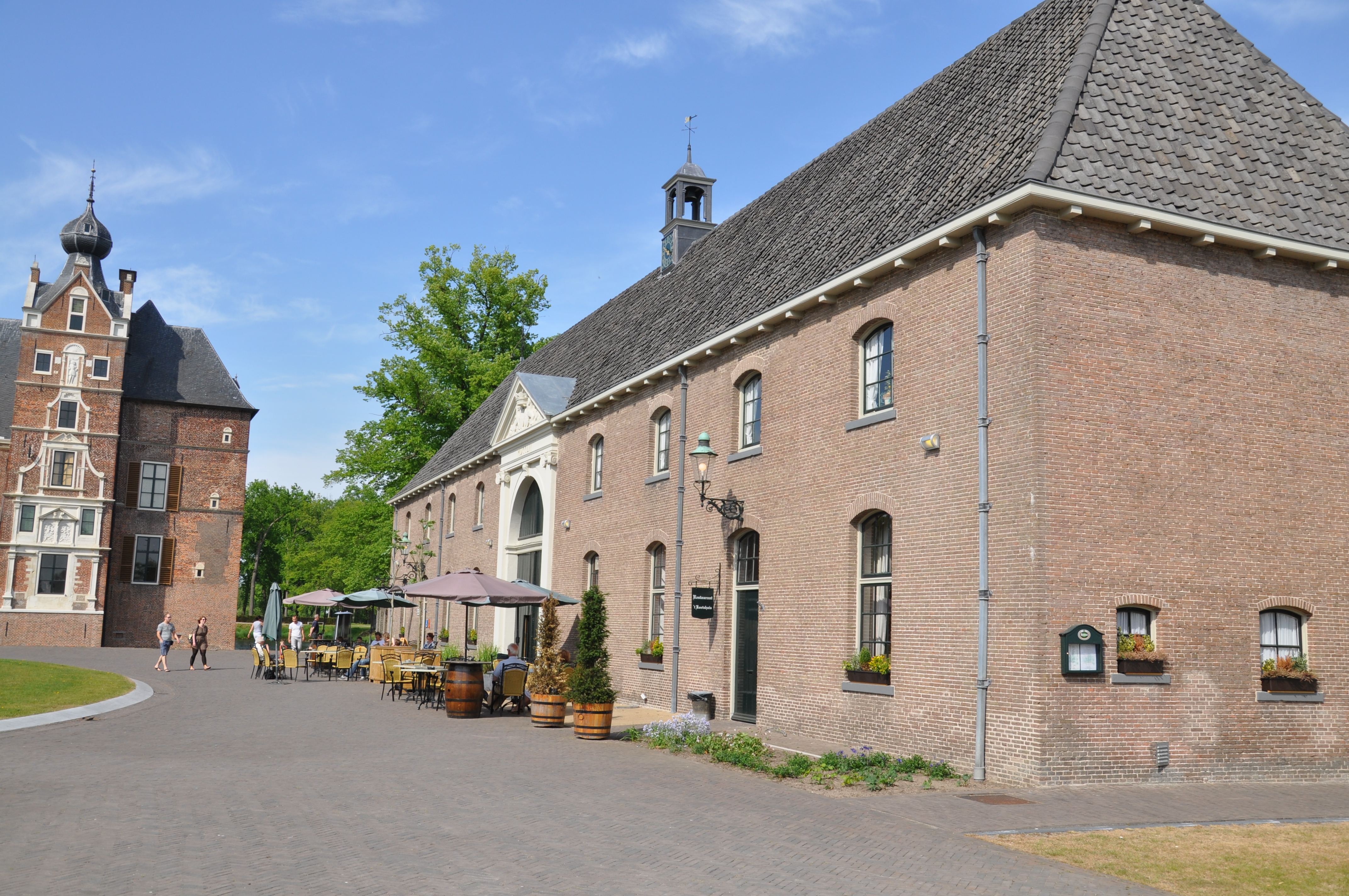
’t Koetshuis
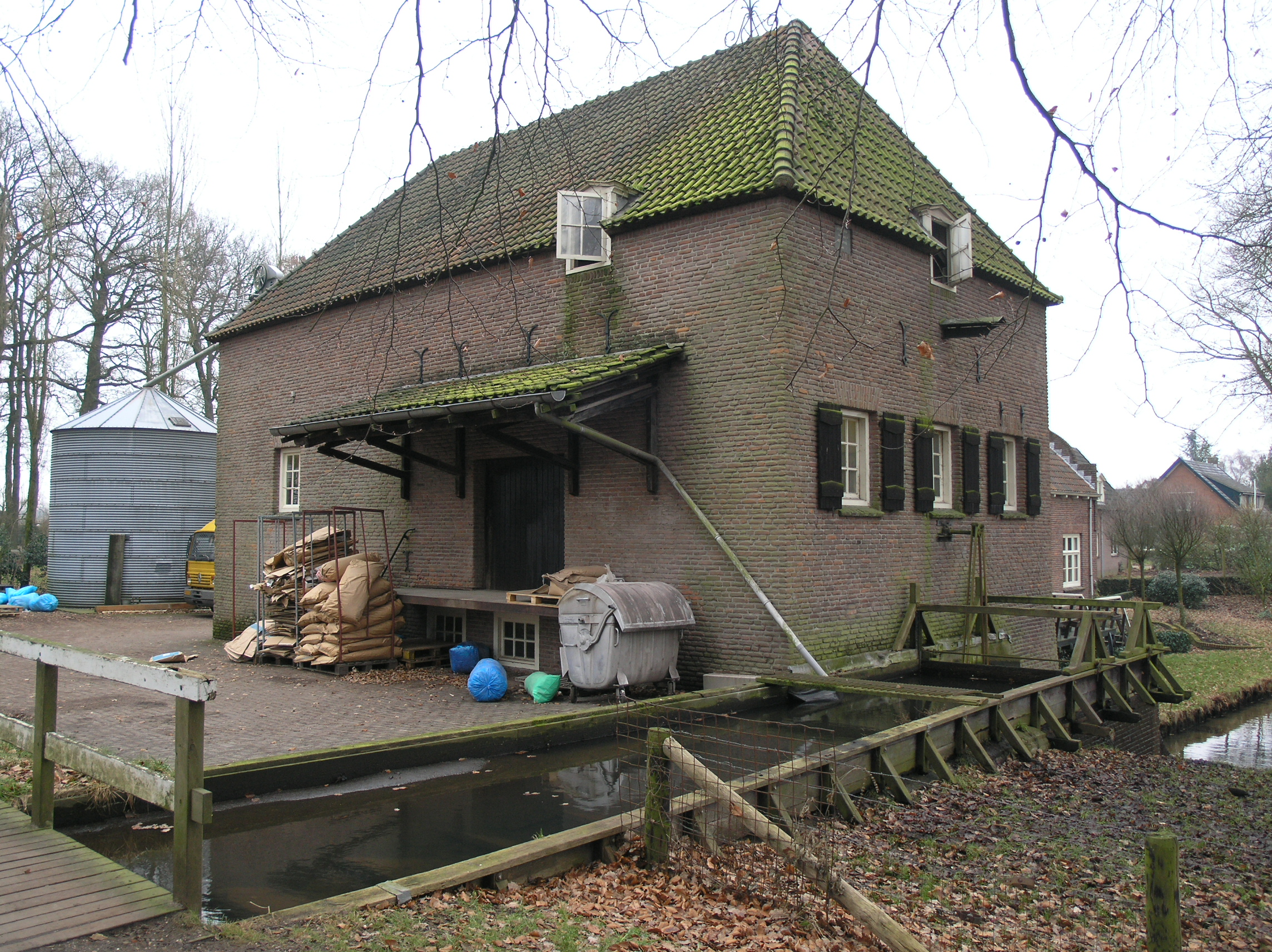
Mühle

## Parkanlage
Die Gesamtfläche des Schlosses mit Nebenanlagen und der zugehörigen Parklandschaft beträgt insgesamt 24 Hektar. Bereits im Jahr 1402 wurde eine Wassermühle auf dem Gelände erwähnt. Die Parkanlage, die aus waldähnlichen Bereichen, Wiesen, Blumengärten, Teichen, Grachten, Kaskaden und Alleen besteht, wurde im Laufe der Jahrhunderte mehrmals umgestaltet. Die Eigentümer waren zeitweise auch in der Holzwirtschaft und Fischzucht aktiv. Auf einigen Flächen wurden Obst- und Gemüsegärten zur Eigenversorgung angelegt. Viele Bäume im Park sind mehrere hundert Jahre alt. Die gesamte Anlage dient heute Einwohnern und Besuchern auch als Ort der Entspannung.